# Bukovany (kraj karlowarski)
Bukovany – wieś i gmina w Czechach, w powiecie Sokolov, w kraju karlowarskim. Według danych z dnia 1 stycznia 2013 liczyła 1 576 mieszkańców.